# Stare Kieźliny
Stare Kieźliny – część dzielnicy administracyjnej Osiedle Podleśna w Olsztynie. Osiedle położone w otulinie Lasu Miejskiego, ok. 1 km od ulicy Jagiellońskiej. Przez osiedle przechodzą 3 ulice: św. Franciszka z Asyżu, Wrzosowa i Turystyczna.
Osiedle składa się w całości z domków jednorodzinnych. Nieopodal osiedla znajdują się: schronisko dla bezdomnych zwierząt, Warmińsko-Mazurski Ośrodek Doradztwa Rolniczego i ogródki działkowe „Wadąg” i „Kabanosik”.

## Komunikacja
Do Starych Kieźlin do 2016 można było dojechać liniami 26, 82 i 88 wysiadając na przystanku Ośrodek Doradztwa Rolniczego (ok. 300 m), lub liniami 2, 26, 82 i 88 wysiadając na pętli Jagiellońska-Szpital (ok. 1 km). Od 2015 roku dojazd do Starych Kieźlin zapewnia linia 108, 112 oraz 126 wysiadając na przystanku Ośrodek Doradztwa Rolniczego lub liniami 108, 112, 126 i 136 na pętli autobusowej Jagiellońska - Szpital.